# Армстронг, Бесс
Бесс Армстронг (англ. Bess Armstrong, род. 11 декабря 1953) — американская актриса.

## Жизнь и карьера
Бесс Армстронг родилась и выросла в Балтиморе, штат Мэриленд и закончила Брауновский университет со степенью бакалавра искусств. В середине семидесятых годов она начала свою карьеру на театральной сцене, а в 1977 году получила главную роль в недолго просуществовавшем комедийном телесериале «На моей площади». Она продолжала сниматься на телевидении в таких шоу как «Лодка любви», а в 1981 году дебютировала на большом экране в комедии «Времена года» с Кэрол Бёрнетт, после чего снялась в мини-сериале «Кружева».
Армстронг сыграла несколько главных женских ролей в комедийных фильмах восьмидесятых. Она была номинирована на премию «Сатурн» за свою роль в военной драме 1983 года «Воздушная дорога в Китай», после чего снялась в фильмах «Челюсти 3», «Ничего общего», «Ясновидение» и «Секс, ложь, безумие». Одна из наиболее успешных ролей Армстронг была в сериале «Моя так называемая жизнь» (1994—1995), которая принесла ей хорошие отзывы от критиков. В последующие годы она в основном снималась в различных независимых и телевизионных фильмах, а также была гостем во множестве сериалов, среди которых были «Прикосновение ангела», «Няня», «Фрейзер», «Юристы Бостона», «Холм одного дерева», «Мыслить как преступник», «Касл» и «Безумцы».
В 2013—2014 годах у Армстронг была крупная второстепенная роль в сериале Showtime «Обитель лжи». В 2015 году она взяла на себя аналогичную второстепенную роль в сериале ABC Family «Их перепутали в роддоме».

## Избранная фильмография
| Год  |   | Русское название | Оригинальное название | Роль        |
| ---- | - | ---------------- | --------------------- | ----------- |
| 2014 | с | Настоящая кровь  | True Blood            | Нэнси Миллс |